# Lúcio de Souza Cruz
Lúcio de Souza Cruz (Curvelo, 26 de setembro de 1920 - 2 de outubro de 2007) foi um investidor, advogado e político brasileiro do estado de Minas Gerais. Foi deputado estadual em Minas Gerais durante o período de 1959 a 1979 (da 4ª à 8ª legislatura), sendo as duas primeiras pelo PR e as demais pela ARENA.

Durante seu tempo na Assembleia, ocupou os cargos de 1°-secretário da Comissão Executiva da Assembleia (1975), 1°-vice-líder da Maioria (1959-1960), presidente da Comissão de Educação e Cultura (1960), vice-presidente (1973) e membro da Comissão de Siderurgia e Mineração (1966-1967; 1969; 1971-1972; 1974), membro das Comissões de Constituição, Legislação e Justiça (1961; 1968), de Transportes, Comunicações e Obras Públicas (1966), de Finanças, Orçamento e Tomada de Contas (1972-1974) e de Serviço Público (1973-1974). De janeiro de 1963 a 1° de julho de 1965, licenciou-se do mandato para exercer as funções de secretário da Viação e Obras Públicas do governo Magalhães Pinto.

Foi também oficial de gabinete do secretário estadual de Viação e Obras Públicas durante o governo Juscelino Kubitschek (1951-1952). No início da administração Clóvis Salgado (março de 1955), fez parte do gabinete do governador e, em seguida (de abril de 1955 a janeiro de 1956), chefiou o gabinete do secretário da Viação e Obras Públicas.
Lúcio de Souza Cruz é pai do também deputado mineiro Sávio Souza Cruz, do Procurador e professor na PUC Minas, Álvaro Ricardo Souza Cruz , teve um neto que carregava o nome do avô: Lúcio de Souza Cruz Neto, este último também já falecido. 